# Bloodhounds
Bloodhounds är en sydkoreansk action- och dramaserie som hade premiär på strömningstjänsten Netflix den 9 juni 2023. Första säsongen består av åtta avsnitt. Serien är regisserad av Kim Joo-hwan, och i huvudrollerna ses Woo Do-hwan, Lee Sang-yi, Park Sung-woong och Huh Joon-ho.

## Handling
Serien kretsar kring två unga boxare som gör gemensam sak med en godhjärtad långivare i syfte att överlista en lånehaj som hänsynslöst utnyttjar personer i ekonomisk knipa.

## Rollista (i urval)
- Woo Do-hwan - Kim Geon-woo
- Lee Sang-yi - Hong Woo-jin
- Park Sung-woong - Kim Myeong-gil
- Huh Joon-ho - Choi
- Jung Da-eun
- Kim Sae-ron
- Ryu Soo-young - Doo-young
- Choi Young-joon
- Choi Si-won